# Jean-Baptiste-Louis Camel
Pour les articles homonymes, voir Camel.
Jean-Baptiste-Louis Camel né le 16 juillet 1781 à Paris et mort le 29 novembre 1848 dans l'ancien 6e arrondissement de Paris, est un acteur et un auteur dramatique français.

## Biographie
Acteur à la Gaîté et à l'Ambigu-Comique, ses pièces ont été représentées, entre autres, au Cirque-Olympique, au Théâtre de l'Ambigu-Comique et au Théâtre de la Gaîté.

## Œuvres
comme acteur
- 1806 : Armand et Mathilde, ou la Carrière, mélodrame en trois actes, en prose d'André-Joseph Grétry[3], au théâtre de la Gaîté (7 octobre) : un ami d'Armand
- 1807 : L'Aveugle du Tirol, mélodrame en trois actes, en prose et à grand spectacle de Frédéric Dupetit-Méré, musique de M. Lanusse[4], au théâtre de la Gaîté (16 mars) : Soler
- 1811 : Achmet, ou l'Ambition maternelle, mélodrame en trois actes à grand spectacle de Philippe-Jacques de Laroche et Louis de Bilderbeck, musique d'Alexandre Piccinni, au théâtre de la Gaîté (10 décembre) : Ali

comme auteur
- 1806 : Les Amants du Pont-aux-Biches, ou la Place publique, vaudeville-poissard en un acte et en prose, au théâtre de la Gaîté (16 octobre)
- 1806 : Le Solitaire forcé, ou chacun son tour, vaudeville en un acte, au théâtre de la Gaîté (30 octobre)
- 1808 : M. Quinquina et Mlle Bourrache, folie-vaudeville en un acte, au théâtre de la Gaîté (4 mars)
- 1809 : Le Lovelace de la Halle, folie-poissarde en un acte, au théâtre de la Gaîté (12 février)
- 1811 : Richardini, ou les Aqueducs de Cosenza, mélodrame en trois actes, avec Louis de Puisaye, musique d'Adrien Quaisain et Le Blanc, au théâtre de l'Ambigu (9 juillet)
- 1811 : Le Château d'eau du boulevard, cascade d'inauguration en un acte mouillée de couplets, avec Jean-Nicolas Basnage, au théâtre de la Gaîté (16 août)
- 1812 : La Famille d'Armincourt, ou les Voleurs, tableaux de Boilly mis en action, pantomime en 2 actes, avec Henri Franconi, musique arrangée d'Hippolite Lintra, au Cirque-Olympique (30 décembre)
- 1817 : Le Bon Français, ou l'Ami des lys, tableau d'inauguration, et mariage du lys et de la rose
- 1817 : L'Impromptu du cœur, vaudeville-impromptu en un acte en prose à grand spectacle orné de marche, au théâtre de Namur (1er octobre)
- 1817 : Le Théâtromane, ou l'Embarras du choix de l'emploi, monologue, au théâtre de Namur (12 octobre)
- 1818 : Le Pouvoir de la reconnaissance ou le Menuisier de Touraine, comédie-anecdote en un acte, en prose mêlée de vaudevilles
- 1822 : De l'influence des théâtres et particulièrement des théâtres secondaires sur les mœurs du peuple, Paris, imprimerie de Nouzou[5]
- 1823 : La Corvette l'Espérance, tableau-vaudeville en un acte, pour l'inauguration de la nouvelle salle du Havre (24 août)
- 1825 : Une heure au camp de Maizières, tableau militaire en un acte et en prose mêlé de chants, au théâtre de Mons (16 octobre)
- 1831 : La Lilloise, paroles de J. B. L. Camel, musique de M. Müller, Lille, imprimerie Danel.